# Zurück zum Glück
Zurück zum Glück è il decimo album della band punk rock tedesca Die Toten Hosen, pubblicato l'11 ottobre 2004 della JKP. La cover è opera di Dirk Rudolph.

## Tracce
1. Kopf oder Zahl – 2:46 (von Holst, Frege/Frege)
2. Wir sind der Weg – 2:18 (Breitkopf/Frege)
3. Ich bin die Sehnsucht in dir – 4:03 (von Holst/Frege, Weitholz)
4. Weißes Rauschen – 2:07 (Meurer/Frege)
5. Alles wird vorübergehen – 3:11 (von Holst/Frege)
6. Beten – 2:47 (von Holst/Frege)
7. Wunder – 2:41 (Breitkopf/Frege, Funny van Dannen)
8. Herz brennt – 3:57 (Meurer/Frege)
9. Zurück zum Glück – 2:42 (van Dannen, Frege/Frege, van Dannen)
10. Die Behauptung – 3:05 (von Holst/Frege)
11. How Do You Feel? – 3:22 (Breitkopf/T. V. Smith)
12. Freunde – 4:01 (Frege, von Holst/Frege)
13. Walkampf – 3:34 (Frege, van Dannen/van Dannen, Frege)
14. Goldener Westen – 2:50 (von Holst, Frege/Frege)
15. Am Ende – 3:19 (Meurer/Frege)

## Membri
- Campino - voce
- Andreas von Holst - chitarra
- Michael Breitkopf - chitarra
- Andreas Meurer - basso
- Vom Ritchie - batteria
- Raphael Zweifel - cello sulla traccia 10
- Orchestra di Hans Steingen - traccia 10

## Classifica
| Classifica | Massima posizione |
| ---------- | ----------------- |
| Germania   | 1                 |
| Austria    | 2                 |
| Svizzera   | 3                 |